# Atletiek op de Paralympische Zomerspelen 2024 - 1500 m mannen T46
De 1500 meter voor mannen klasse T46 op de Paralympische Zomerspelen 2024 vond plaats van op 31 augustus in het Stade de France. Deze klasse is voor atleten met een matige of hoge mate van beperking in één of beide armen of het verlies van ledematen. Deze atleten halen hun snelheid bijna uitsluitend met behulp van de benen, en maar met mate met ondersteuning van de armen. De winnaar van 2020 was Aleksandr Iaremchuk, die in 2024 zijn titel wist te prolongeren. Michael Roeger uit Australië behaalde het zilver en de Fransman Antoine Praud won de bronzen medaille.

## Records
Voorafgaand aan het toernooi waren dit het wereldrecord en Paralympische record
| Wereldrecord        | Australië Michael Roeger | 3:46.51 | Sydney | 4 februari 2017  |
| Paralympisch record | Kenia Abraham Tarbei     | 3:50.15 | Londen | 4 september 2012 |

## Finale
| Rang   | Naam                           | Naam | Tijd    | Bijz.    |
| ------ | ------------------------------ | ---- | ------- | -------- |
| Goud   | Aleksandr Iaremchuk            | NPA  | 3:50.24 |          |
| Zilver | Michael Roeger                 | AUS  | 3:51.19 |          |
| Brons  | Antoine Praud                  | FRA  | 3:51.37 | PB       |
| 4      | Hrisitiyan Stoyanov            | BUL  | 3:52.27 |          |
| 5      | Samir Nouioua                  | ALG  | 3:57.30 |          |
| 6      | Luke Nuttall                   | GBR  | 3:57.62 | SB       |
| 7      | Gemechu Amenu Dinsa            | ETH  | 3:59.05 |          |
| 8      | David Emong                    | UGA  | 4:01.48 |          |
| 9      | Pradeep Puwakpitikande         | SRI  | 4:01.84 |          |
| 10     | Christian Olsen                | DEN  | 4:02.76 |          |
| 11     | Mauricio Esteban Orrego Campos | CHI  | 4:06.03 |          |
| 12     | Wesley Kimeli Sang             | KEN  | 4:07.92 |          |
| 13     | Bechir Agoubi                  | TUN  | 4:09.72 |          |
| 14     | Remy Nikobimeze                | BDI  | 4:10.69 | SB       |
| 15     | Grevist Bytyci                 | KOS  | 4:32.88 | PB       |
| —      | Emmanuel Niyibizi              | RWA  | DSQ     | R18.2(d) |